# Tirodi
Tirodi é uma vila no distrito de Balaghat, no estado indiano de Madhya Pradesh.

## Geografia
Tirodi está localizada a 21° 41′ N, 79° 42′ L. Tem uma altitude média de 375 metros (1 230 pés).

## Demografia
Segundo o censo de 2001, Tirodi tinha uma população de 8 847 habitantes. Os indivíduos do sexo masculino constituem 49% da população e os do sexo feminino 51%. Tirodi tem uma taxa de literacia de 65%, superior à média nacional de 59,5%: a literacia no sexo masculino é de 75% e no sexo feminino é de 56%. Em Tirodi, 15% da população está abaixo dos 6 anos de idade.